# هوكر هوريكان
هوكر هوريكان (بالإنجليزية: Hurricane)‏ هي مقاتلة بريطانية بمقعد واحد من صنع شركة شركة هوكر المحدودة للطائرات، حلقت الهوريكان لأول مرة عام 1935 ودخلت الخدمة في القوات الجوية الملكية البريطانية وكانت واحد من أهم طائرة سلاح الجو البريطاني خلال فترة الحرب العالمية الثانية لاسيما خلال معركة بريطانيا، صنع من الهوكر هوريكان ما يزيد عن 10 ألاف طائرة ويتضمن تسليحها 4 رشاشات هيسبانو عيار 20 ملم وقنبلتين زنة 250 باوند للواحدة.